# McLaren MP4/7A
O MP4/7A é o modelo da McLaren da temporada de 1992 da Fórmula 1. Condutores: Ayrton Senna e Gerhard Berger.
Os pilotos conduziram o MP4/7A a partir do GP do Brasil até o final da temporada.
Foi o último ano da parceria McLaren-Honda (retornou em 2015) e os japoneses construíram um motor poderoso que tinha potência aproximada de 750 HP (depois do Canadá) e de 780 HP a 880 HP (no final do ano) Mas o carro que havia sido campeão de construtores no ano anterior, e que pra 92 ganhou câmbio semi automático, não foi pareo pra poderosas Williams-Renault V10 de Mansell e Patrese.

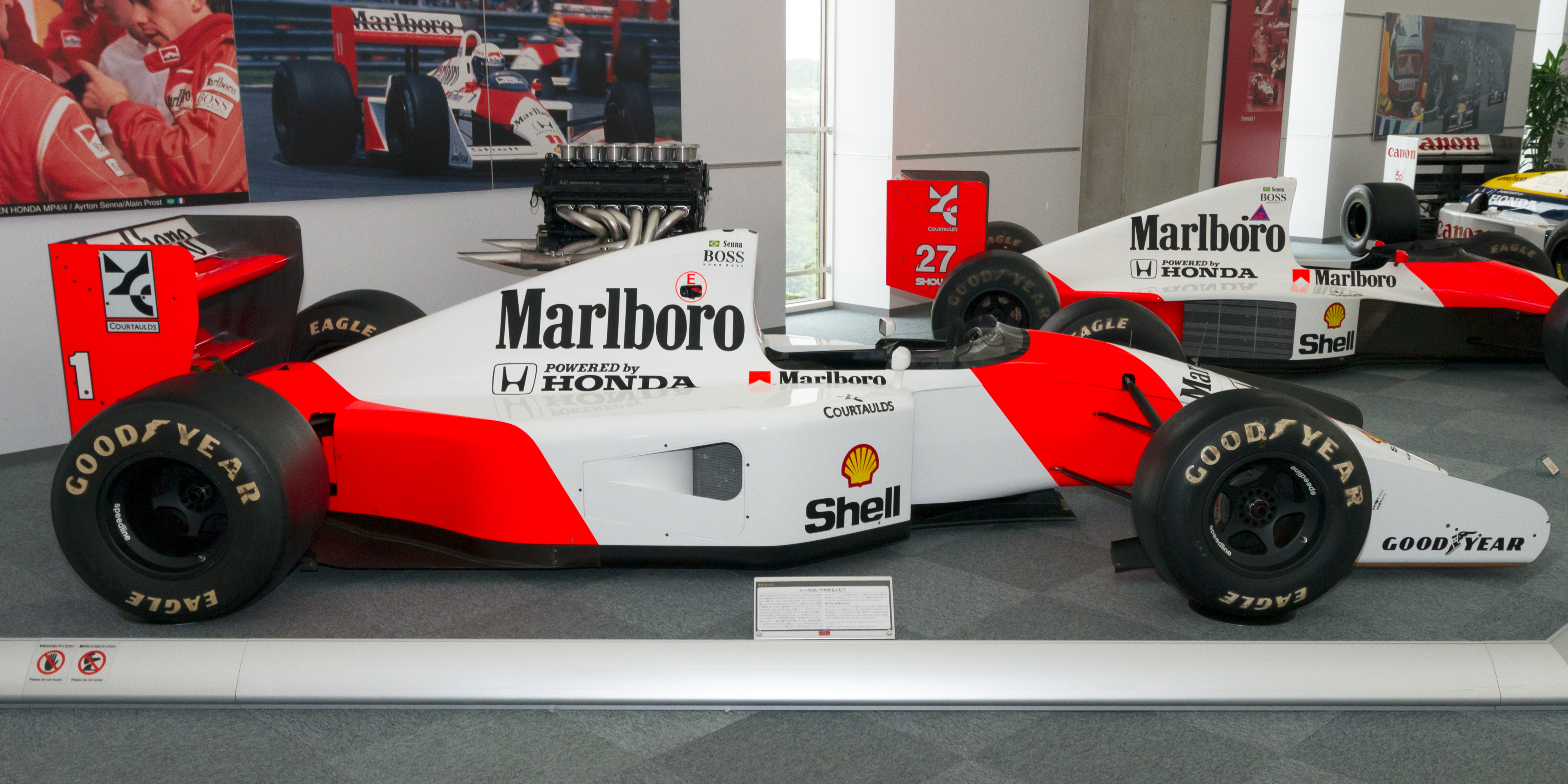
McLaren MP4/7A Honda de Ayrton Senna

## Resultados[1]
(legenda) (em negrito indica pole position e itálico volta mais rápida)
| Ano  | Chassi | Motor            | Pneus | N° | Pilotos        | 1   | 2   | 3   | 4   | 5   | 6   | 7   | 8   | 9   | 10  | 11  | 12  | 13  | 14  | 15  | 16  | Pontos   | Posição |  |
| ---- | ------ | ---------------- | ----- | -- | -------------- | --- | --- | --- | --- | --- | --- | --- | --- | --- | --- | --- | --- | --- | --- | --- | --- | -------- | ------- |  |
|      |        |                  |       |    |                |     |     |     |     |     |     |     |     |     |     |     |     |     |     |     |     |          |         |  |
|      |        |                  |       |    |                | RSA | MEX | BRA | ESP | SMR | MON | CAN | FRA | GBR | GER | HUN | BEL | ITA | POR | JPN | AUS |          |         |  |
| 1992 | MP4/7A | Honda RA122E V12 | G     | 1  | Ayrton Senna   |     |     | Ret | 9†  | 3   | 1   | Ret | Ret | Ret | 2   | 1   | 5   | 1   | 3   | Ret | Ret | 901 (99) | 2°      |  |
| 1992 | MP4/7A | Honda RA122E V12 | G     | 2  | Gerhard Berger |     |     | Ret | 4   | Ret | Ret | 1   | Ret | 5   | Ret | 3   | Ret | 4   | 2   | 2   | 1   | 901 (99) | 2°      |  |

† Completou mais de 90% da distância da corrida.
↑1  No GPs da África do Sul e do México, utilizaram o MP4/6B marcando 9 pontos (99 no total).